# Gaius Porcius Cato (consul in 114 v.Chr.)
Gaius Porcius Cato was de jongste zoon van Marcus Porcius Cato Licinianus en Aemilia Tertia en werd door Marcus Tullius Cicero omschreven als een middelmatige orator. Tijdens zijn jeugd was Gaius een volgeling geweest van Tiberius Sempronius Gracchus.
In 114 v.Chr. werd Gaius Porcius Cato samen met Manius Acilius Balbus aangesteld als consul van dat jaar. Het daaropvolgende jaar (113 v.Chr.) vertrok hij als proconsul richting zijn provincia Macedonia. Tijdens zijn verblijf in Griekenland moest hij met zijn troepen een gevoelige nederlaag incasseren tegen de Scordisci. Na de beëindiging van zijn ambtstermijn werd Cato voor het gerecht gedaagd wegens het uitbuiten van de bewoners van zijn provincie. Hij werd veroordeeld tot het betalen van een boete.
Nadien deed Gaius Cato dienst als legatus tijdens de oorlog tegen de Numidische koning Jugurtha. Tijdens zijn diensttijd in Afrika lekte echter uit dat hij zich had laten omkopen door de Numidische koning. Uit angst wederom veroordeeld te worden vluchtte hij in 110 v.Chr. naar Spanje en werd burger van de stad Tarraco.

## Voetnoten
1. ↑  Cicero, Brutus 28.
2. ↑  Cicero, pro Balbo 11.